# Aumelas
Aumelas é uma comuna francesa na região administrativa de Occitânia, no departamento de Hérault. Estende-se por uma área de 58,26 km². Em 2010 a comuna tinha 546 habitantes (densidade: 9,4 hab./km²).